# میخائیل میل
میخایل میل (روسی: Михаи́л Лео́нтьевич Миль؛ ۲۲ نوامبر ۱۹۰۹ – ۳۱ ژانویهٔ ۱۹۷۰) مهندس اهل امپراتوری روسیه بود.
وی همچنین برندهٔ جوایزی همچون جایزه دولتی اتحاد شوروی، نشان لنین و درجه پرچم سرخ شده‌است.